# William Branham
William Marrion Branham, född 6 april 1909 i Cumberland County, Kentucky, död 24 december 1965 i Amarillo, Texas, var en amerikansk modalistisk pingstpastor och predikant, vars verksamhet blev startskottet på efterkrigstidens helandeväckelse. Branham blev känd för sin förmåga att i detalj kunna beskriva sjukdomar och omständigheter hos dem han betjänade, men kom också att utveckla läror som skiljer sig på många punkter från normal pentekostal förkunnelse.

## Barndom och tiden före helandeväckelsen
William Branham föddes den 6 april 1909 i en timmerstuga i Kentuckybergen som det första av sammanlagt nio barn till Charles och Ella Branham. William växte upp under fattiga förhållanden med en alkoholiserad far, nära Jeffersonville, Indiana. Redan som barn menade sig Branham ha gjort mystiska erfarenheter. Bland annat menade han att Gud sagt åt honom vid sju års ålder att aldrig dricka eller röka. Branham tog vid 19 års ålder anställning vid en ranch i Phoenix och påbörjade en karriär som professionell boxare, men återvände hem när hans bror dog.
Efter hemkomsten började Branham "söka och finna Gud". Han blev frälst i slutet av 1920-talet. Som 23-åring insattes han som andrepastor i Missionary Baptist Church i december 1932. Inom kort hade han samlat en stor grupp anhängare som försåg honom med ett tält att predika i. Branham uppskattade att runt 3000 personer deltog i mötena och att 123 personer lät döpa sig efter kampanjen. Redan från början rapporterade hans lärjungar att ovanliga tecken följde Branham. 1933 byggdes the First Pentecostal Baptist Church senare känd som Branhamtabernaklet, där gruppen först blomstrade, men alltmer fick ekonomiska problem, då medlemmarna var hårt drabbade av depressionen.
Under dessa år bliv Branham inbjuden att tala i en pingstförsamling inom oneness-rörelsen, men tackade nej på grund av deras dåliga rykte. Ett beslut han senare ångrade. Branham arbetade vid sidan av sin pastorstjänst, men levde i djup fattigdom och drabbades av personlig tragedi när hans fru och son drunknade 1937. Under krigsåren ljusnade dock situationen och Branham och hans anhängare hade nu en förväntan på att något stort skulle hända.

## Den tidiga helandeväckelsen
7 maj 1946 upplevde Branham att han såg en ängel som lovade honom helbrägdagörelsens gåvor och ett löfte om att han skulle få stå inför tusentals människor och predika. Han fick en inbjudan från en kollega (Robert Daugerty) i St. Louis att be för hans dotter som till synes tillfrisknade. Väckelsemöten hölls mellan 14 och 25 juni, varvid ryktet om Branhams helandegåvor spreds, främst bland oneness-pingstvänner inom United Pentecostal Church. Fler kampanjer följde den i St Louis. Uppskattningsvis 25 000 personer besökte mötena i Jonesboro, Arkansas.
Som helbrägdagörare drog han fortsatt stora skaror och han gjorde ofta ett djupt intryck på människor han mötte. Olika pastorer från United Pentecostal Church hjälpte honom till en början med arrangemangen, men från hösten 1947 tog Gordon Lindsay över som hans viktigaste medarbetare. Lindsay var trinitarisk, men mer tolerant mot oneness-läran än de flesta andra i samtiden. Branhams predikningar vid den här tiden bestod mest av uppmuntran att tro på mirakelkraften han ansåg sig ha och appeller till omvändelse. Lindsay och Branham kom överens om att undvika alla kontroversiella frågor. I och med detta så öppnades dörrar för att predika för pingstvänner som tillhörde Assemblies of God och andra trinitariska samfund. Redan den första kampanjen hösten 1947 upplevdes som en enastående framgång. 75 000 människor deltog, de flesta i en ny generation pingstvänner som aldrig tidigare "hade bevittnat ett enda mirakel".
Gordon Lindsay startade i april 1948 tidningen The Voice of Healing (TVH), först enbart tänkt för att berätta om Branhams tjänst, men sedan första numret kommit ut meddelade Branham att han skulle dra sig tillbaka.  Lindsay öppnade då upp tidningen för andra helandeevangelister. Dessa kom att göra möteskampanjerna till en utbredd massrörelse, eftersom de sammanföll i tid med de stora tältmöteskampanjer som ordnades av evangelikala kristna.
Branham gjorde dock en snar comeback och tillsammans med Oral Roberts räknades Branham till helandeväckelsens viktigaste namn, även om Jack Coe skaffade sig det största tältet. Uppemot 500 helandeevangelister hann bli verksamma innan rörelsen ebbade ut mot slutet av 1950-talet.

## Branhams helandetjänst
Helandeväckelsens främste historiker, David Harrell, skrev 1975: "Kraften i ett Branhammöte... förblir en oöverträffad legend i den karismatiska rörelsens historia.". Under perioden 1948–1955 fyllde Branham alla möteslokaler, inklusive flera idrottsarenor, vart han än åkte. 1950 kom Branham till Norden. Från Helsingfors berättades det att en ung pojke, som blivit påkörd och dödad under en cykeltur nära Kuopio, återuppstod från de döda efter att Branham bett för honom. I Sverige besökte Branham Göteborg, Örebro, Jönköping, Örnsköldsvik och Stockholm. Lewi Pethrus tackade honom med orden: "Det övernaturliga som framkommit i dessa möten är det underbaraste."
Speciellt blev Branham känd för att han kunde på ett detaljerat sätt redogöra för vad slags åkommor de förbönssökande led av och många andra omständigheter i deras liv. Walter Hollenweger, pentekostalismens mest kände historiker – som själv tolkade för Branham under en kampanj i Zürich – skrev att han inte var medveten om ett enda exempel på när Branham haft fel. Hollenweger kritiserade däremot Branham för att vara naiv i sina predikningar och överdriva antalet helandeunder..
Branham hävdade att Gud gav honom profetiska insikter på tre sätt:
1. Genom "vibrationer" i sin hand, när han tog i personens vänstra hand. Genom dessa menade sig Branham få reda på vad för slags sjukdom eller oren ande som en person plågades av.
2. Genom "kunskapens ord" som lät honom få ingående kunskaper om händelser i personens situation eller förflutna, samt obekända synder. Dessa nämndes dock aldrig i mikrofonen. Denna gåva började Branham uppvisa 1949 och den fick en allt större betydelse för honom efter några år.
3. Genom en "Herrens ängel" som fanns vid Branhams sida. Också den blev viktigare med åren och Branham ville inte påbörja betjänandet av de sjuka innan han kände av dess närvaro.

Under de första åren betjänade Branham alla som sökte hans förbön, men eftersom det kunde ta mellan tre och fem timmar, varefter Branham ofta var totalt uttröttad, så infördes kösystem, eller så kunde förbönen helt enkelt avbrytas när Branham inte orkade mer. Den svenske pingstpastorn Bertil Olingdahl beskriver hur man fick bära ut Branham från ett möte i Sverige, varefter Olingdahl fick i uppgift att proklamera att alla andra som väntade på förbön nu var helade och skulle ta ut detta i tro.
Till skillnad från många andra helandeevangelister avhöll sig Branham från långa kollekttal och överdrivet teatraliska och högljudda uttryck. Branham själv tillägnade sig ingen påkostad livsstil, men sedan han och Gordon Lindsay avslutat sitt nära samarbete kom andra i hans närhet att leva gott på hans framgångar.

## Branhams sista tio år
Helandeväckelsen som helhet kom att bli alltmer spekulativ och från mitten av 1950-talet fick den ett dåligt rykte på grund av överdrivna anspråk eller att regelrätta charlataner hade kommit in i den. Branhams organisation sköttes nu helt av managers som saknade Lindsays duglighet och integritet. När skarorna av besökare avtog till Branhams möten, så började han förkunna olika läror i strid med klassisk kristen tro. Detta inkluderade inte bara en ny betoning på modalismen, utan snart kom han att skrämma bort både trinitariska och oneness-pentekostaler.
Branham tog inte till sig kritik vare sig från gamla vänner som Lindsay eller andra, utan proklamerade sig själv som ängeln i Uppenbarelseboken 3:14 och 10:7. Han profeterade att en ny storhetstid skulle komma för hans tjänst, som överglänste allt annat i kyrkohistorien. Branham lärde också att Eva hade haft sex med ormen i paradiset och att det fanns en speciell grupp människor som var "ormens avkomma", som alla var förutbestämda till helvetet, om än inte för evigt. Guds avkomma var de som tog till sig Branhams undervisning och de skulle bli Kristi brud. Andra kunde komma att bli frälsta, men de måste då alla lämna de samfundsbundna kyrkorna. Samfund såg Branham nu som vilddjurets märke.
Ett fåtal trogna Branhamanhängare tog till sig dessa läror. När Branham dog på julafton 1965, efter att ha blivit påkörd av en onykter bilförare några dagar tidigare, så trodde många av dessa att Branham skulle återuppstå. Branham jordfästes dock trots dessas protester den 11 april 1966. Hans anhängare kom efter Branhams död att sprida hans undervisning i form av artiklar och inspelningar. (200 predikningar finns bevarade.) Inbördes oenighet har dock gjort att det finns flera olika Branhamtrogna grupper idag.

## Branhams inflytande
Den pentekostale historikern Richard Riss kallar Branham "den mest inflytelserike helandeevangelisten vid mitten av 1900-talet". Harrell beskriver honom som den främste innovatören och förebilden för de andra helandeevangelisterna, även om ingen av dem kom att dela den teologi han förde fram under sina sista år.
Helandeväckelsen innebar ett kraftigt uppsving för de pentekostala kyrkorna, men gav också upphov till många stridigheter. Den introducerade pentekostal kristendom för nya grupper av människor och hade en avgörande roll för att den karismatiska väckelsen skulle uppstå. Branham själv spelade dock en mycket liten roll i den karismatiska väckelsen.. Helandeväckelsen förändrade också den pentekostala rörelsen, så att en betoning på just helande blev ett större fokus och tungotal ett mindre.
Branhams tidiga tjänst inspirerade också den med helandeväckelsen samtida Latter Rain-rörelsen, även om han aldrig blev en del av den.
Branham är en oerhört kontroversiell gestalt, som både beskrivs som unikt andligt utrustad av Gud inom vissa kretsar, även om de beklagar den utveckling som skedde från mitten av 50-talet och framåt, och som en närmast arketypisk falsk profet.[källa behövs] Kritiker av nutida karismatiska strömningar gör ofta kopplingar mellan Branham och de nutida fenomen som ska fördömas.
Det finns fortfarande många människor jorden runt som ser William Branham som den siste av den sista tidens sju stora profeter.[källa behövs] Vissa har även trott att han var född genom jungfrufödsel, likt Kristus. Den största gruppen finns i Demokratiska Republiken Kongo, där man uppskattar att det finns omkring 500 000 "branhamiter".[källa behövs] I Sverige finns Budskapsförsamlingen i Arvika under ledning av pastor Erling Eriksen. Branhamismen kallas ett lärosystem som bygger på Branhams förkunnelse.